# Paryż-Roubaix 2019
117. edycja wyścigu kolarskiego Paryż-Roubaix, który odbył się 14 kwietnia 2019 roku. Start wyścigu wyznaczono w Compiègne, a metę w Roubaix. Wyścig jest częścią UCI World Tour 2019.

## Trasa

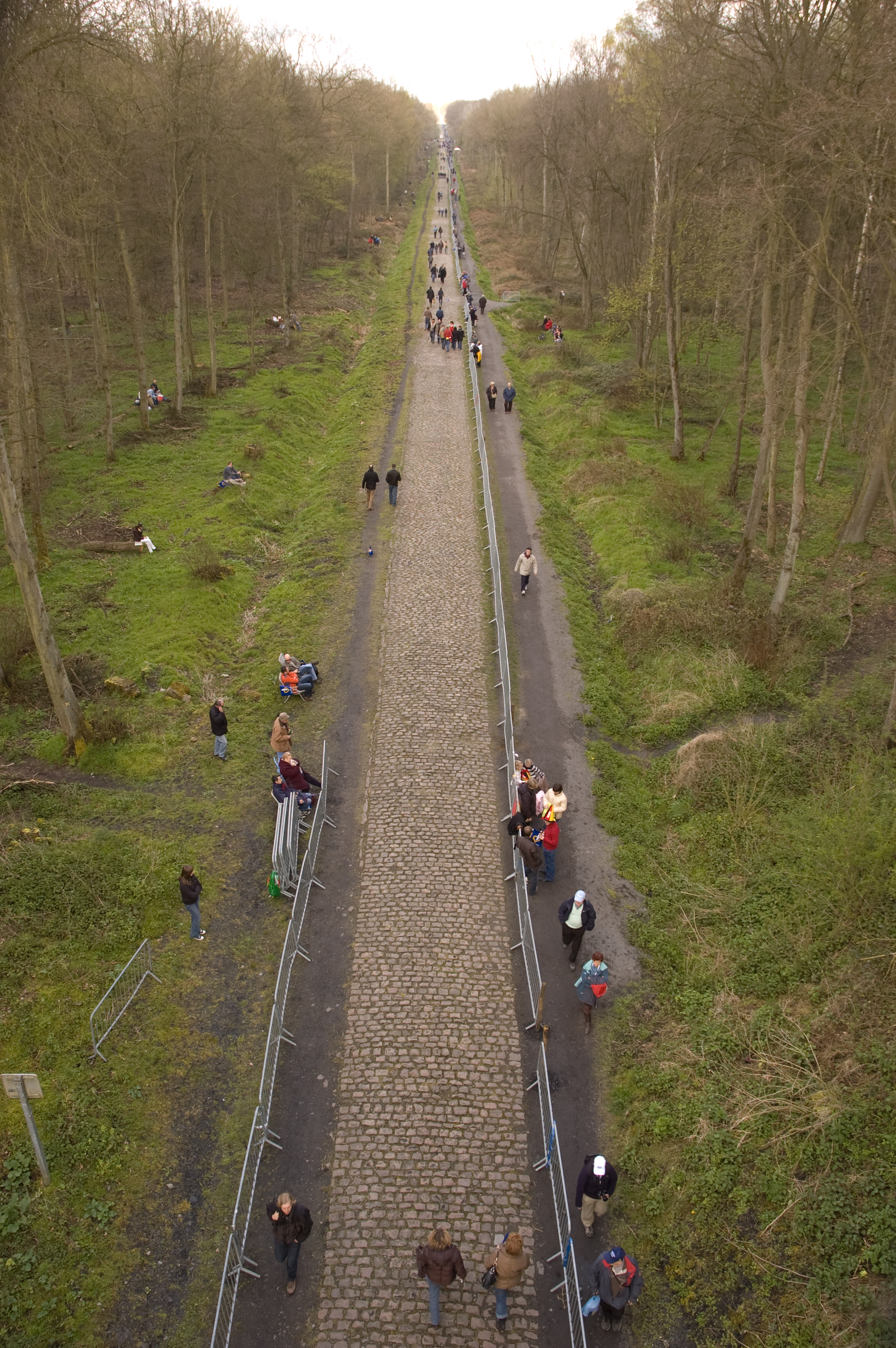
Trouée d'Arenberg

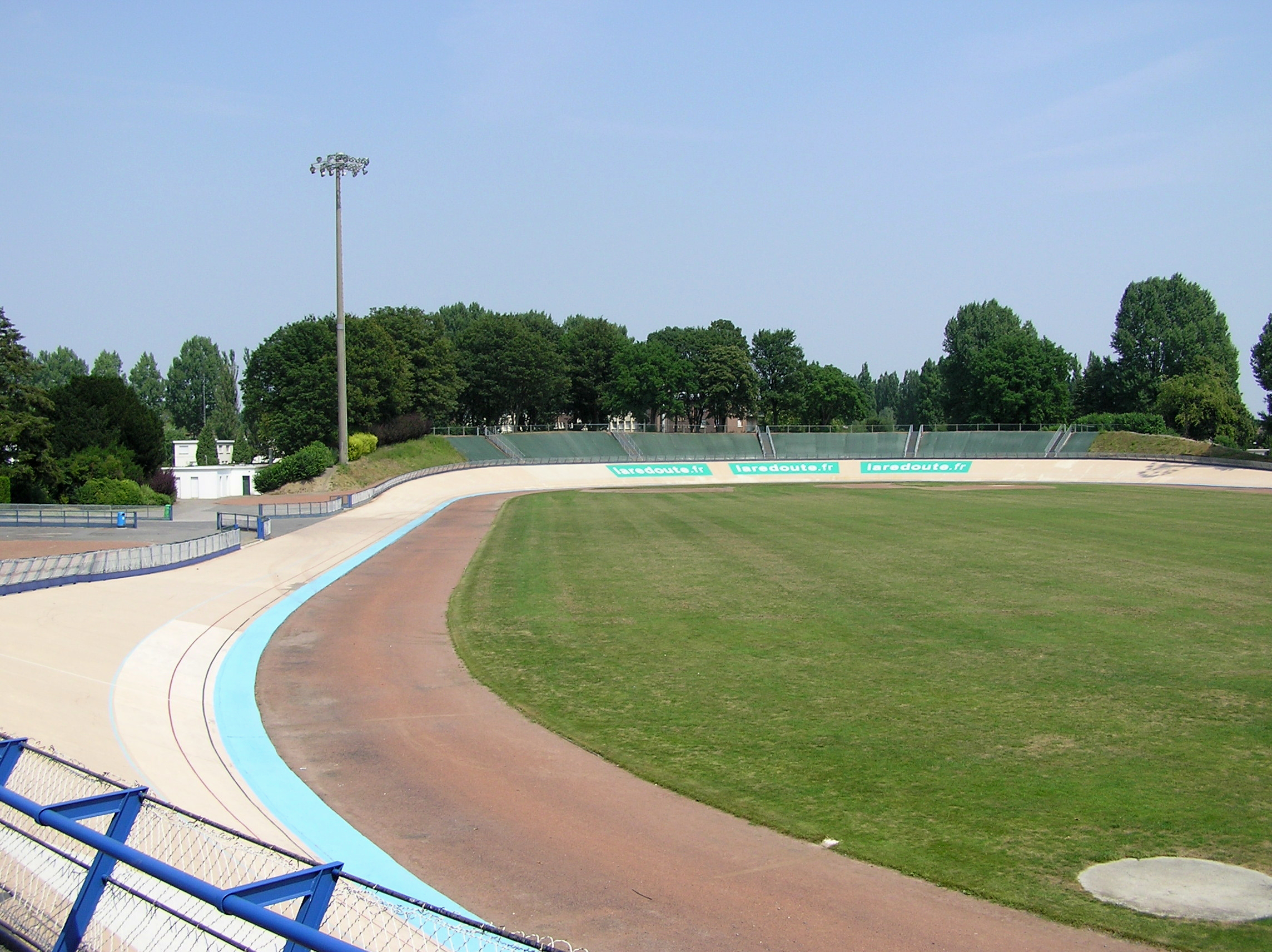
Welodrom, na którym kolarze pokonali półtora okrążenia

Na trasie liczącej 257 km znajduje się 29 odcinków brukowych o łącznej długości 54,5 km. Meta znajduje się na welodromie w Roubaix.
| Numer | Kilometr | Sektor                               | Długość | Trudność |
| ----- | -------- | ------------------------------------ | ------- | -------- |
| 29    | 97,5     | Troisvilles - Inchy                  | 0,9 km  | 02       |
| 28    | 108,5    | Briastre - Viesly                    | 3 km    | 04       |
| 27    | 110,5    | Viesly - Quiévy                      | 1,8 km  | 03       |
| 26    | 116      | Quiévy - Saint-Python                | 3,7 km  | 04       |
| 25    | 118,5    | Saint-Python                         | 1,5 km  | 02       |
| 24    | 127,5    | Vertain to Saint-Martin-sur-Écaillon | 2,3 km  | 03       |
| 23    | 136,5    | Verchain-Maugré to Quérénaing        | 1,6 km  | 03       |
| 22    | 140,5    | Quérénaing - Maing                   | 2,5 km  | 03       |
| 21    | 142,5    | Maing - Monchaux-sur-Ecaillon        | 1,6 km  | 03       |
| 20    | 156,5    | Haveluy - Wallers                    | 2,5 km  | 04       |
| 19    | 164,5    | Trouée d'Arenberg                    | 2,5 km  | 05       |
| 18    | 170      | Wallers - Hélesmes                   | 1,6 km  | 03       |
| 17    | 179      | Hornaing - Wandignies                | 3,7 km) | 04       |
| 16    | 185      | Warlaing - Brillon                   | 2,4 km  | 03       |
| 15    | 188,5    | Tilloy - Sars-et-Rosières            | 2,4 km  | 04       |
| 14    | 194      | Beuvry - Orchies                     | 1,4 km  | 03       |
| 13    | 199      | Orchies                              | 1,7 km  | 03       |
| 12    | 206,5    | Auchy - Bersée                       | 2,7 km  | 04       |
| 11    | 212      | Mons-en-Pévèle                       | 3 km    | 05       |
| 10    | 215,5    | Mérignies - Avelin                   | 0,7 km  | 02       |
| 9     | 220      | Pont-Thibault - Ennevelin            | 1,4 km  | 03       |
| 8     | 224      | Templeuve - L'Épinette               | 0,2 km  | 01       |
| 8     | 225      | Templeuve - Moulin-de-Vertain        | 0,5 km  | 02       |
| 7     | 232      | Cysoing - Bourghelles                | 1,3 km  | 03       |
| 6     | 234,5    | Bourghelles - Wannehain              | 1,1 km  | 03       |
| 5     | 239,5    | Camphin-en-Pévèle                    | 1,8 km  | 04       |
| 4     | 242,5    | Carrefour de l'Arbre                 | 2,1 km  | 05       |
| 3     | 244      | Gruson                               | 1,1 km  | 02       |
| 2     | 251      | Willems - Hem                        | 1,4 km  | 03       |
| 1     | 256      | Roubaix                              | 0,3 km  | 01       |

## Uczestnicy

### Drużyny
W wyścigu wzięło udział 25 ekip: osiemnaście drużyn należących do UCI WorldTeams i siedem zespołów zaproszonych przez organizatorów z tzw. "dziką kartą", należących do UCI Professional Continental Teams.
| WorldTeams (18)- AG2R La Mondiale - Astana - Bahrain-Merida - Bora-hansgrohe - CCC Team - Deceuninck-Quick Step - Dimension Data - EF Education First - Groupama-FDJ - Team Jumbo-Visma - Katusha-Alpecin - Lotto Soudal - Mitchelton-Scott - Movistar Team - Sky - Team Sunweb - Trek-Segafredo - UAE Team Emirates Professional continental teams (7)- Arkéa-Samsic - Cofidis, Solutions Crédits - Delko-Marseille Provence - Total Direct Énergie - Roompot-Charles - Wanty-Groupe Gobert - Vital Concept-B&B Hotels |
| |

### Lista startowa
| Bora-Hansgrohe BOH | Bora-Hansgrohe BOH        | Bora-Hansgrohe BOH |
| ------------------ | ------------------------- | ------------------ |
| Nr                 | Kolarz                    | Miejsce            |
| 1                  | Peter Sagan (SVK) (szosa) | 5.                 |
| 2                  | Maciej Bodnar (POL)       | DNF                |
| 3                  | Marcus Burghardt (GER)    | 24.                |
| 4                  | Daniel Oss (ITA)          | DNF                |
| 5                  | Juraj Sagan (SVK)         | DNF                |
| 6                  | Andreas Schillinger (GER) | 53.                |
| 7                  | Rüdiger Selig (GER)       | 39.                |

| AG2R La Mondiale ALM | AG2R La Mondiale ALM    | AG2R La Mondiale ALM |
| -------------------- | ----------------------- | -------------------- |
| Nr                   | Kolarz                  | Miejsce              |
| 11                   | Silvan Dillier (SUI)    | 57.                  |
| 12                   | Nico Denz (GER)         | 36.                  |
| 13                   | Julien Duval (FRA)      | 64.                  |
| 14                   | Dorian Godon (FRA)      | 68.                  |
| 15                   | Alexis Gougeard (FRA)   | DNF                  |
| 16                   | Oliver Naesen (BEL)     | 13.                  |
| 17                   | Stijn Vandenbergh (BEL) | 23.                  |

| CCC Team CPT | CCC Team CPT                   | CCC Team CPT |
| ------------ | ------------------------------ | ------------ |
| Nr           | Kolarz                         | Miejsce      |
| 21           | Greg Van Avermaet (BEL)        | 12.          |
| 22           | Kamil Gradek (POL)             | DNF          |
| 23           | Michael Schär (SUI)            | 80.          |
| 24           | Gijs Van Hoecke (BEL)          | DNF          |
| 25           | Nathan Van Hooydonck (BEL)     | 47.          |
| 26           | Guillaume Van Keirsbulck (BEL) | 42.          |
| 27           | Łukasz Wiśniowski (POL)        | 77.          |

| Trek-Segafredo TFS | Trek-Segafredo TFS   | Trek-Segafredo TFS |
| ------------------ | -------------------- | ------------------ |
| Nr                 | Kolarz               | Miejsce            |
| 31                 | John Degenkolb (GER) | 28.                |
| 32                 | Koen de Kort (NED)   | 49.                |
| 33                 | Alex Kirsch (LUX)    | OTL                |
| 34                 | Ryan Mullen (IRL)    | 96.                |
| 35                 | Mads Pedersen (DEN)  | 51.                |
| 36                 | Jasper Stuyven (BEL) | 27.                |
| 37                 | Edward Theuns (BEL)  | 55.                |

| EF Education First EF1 | EF Education First EF1    | EF Education First EF1 |
| ---------------------- | ------------------------- | ---------------------- |
| Nr                     | Kolarz                    | Miejsce                |
| 41                     | Sep Vanmarcke (BEL)       | 4.                     |
| 42                     | Matti Breschel (DEN)      | 60.                    |
| 43                     | Mitchell Docker (AUS)     | 76.                    |
| 44                     | Julius van den Berg (NED) | DNF                    |
| 45                     | Sebastian Langeveld (NED) | 10.                    |
| 46                     | Taylor Phinney (USA)      | DNF                    |
| 47                     | Thomas Scully (NZL)       | 94.                    |

| Katusha-Alpecin TKA | Katusha-Alpecin TKA      | Katusha-Alpecin TKA |
| ------------------- | ------------------------ | ------------------- |
| Nr                  | Kolarz                   | Miejsce             |
| 51                  | Nils Politt (GER)        | 2.                  |
| 52                  | Jenthe Biermans (BEL)    | DNF                 |
| 53                  | Jens Debusschere (BEL)   | DNF                 |
| 54                  | Marco Haller (AUT)       | 16.                 |
| 55                  | Reto Hollenstein (SUI)   | 58.                 |
| 56                  | Mads Würtz Schmidt (DEN) | 34.                 |
| 57                  | Rick Zabel (GER)         | 85.                 |

| Deceuninck-Quick Step DQT | Deceuninck-Quick Step DQT   | Deceuninck-Quick Step DQT |
| ------------------------- | --------------------------- | ------------------------- |
| Nr                        | Kolarz                      | Miejsce                   |
| 61                        | Zdeněk Štybar (CZE)         | 8.                        |
| 62                        | Kasper Asgreen (DEN)        | 50.                       |
| 63                        | Tim Declercq (BEL)          | DNF                       |
| 64                        | Philippe Gilbert (BEL)      | 1.                        |
| 65                        | Iljo Keisse (BEL)           | DNF                       |
| 66                        | Yves Lampaert (BEL) (szosa) | 3.                        |
| 67                        | Florian Sénéchal (FRA)      | 6.                        |

| Total Direct Énergie TDE | Total Direct Énergie TDE | Total Direct Énergie TDE |
| ------------------------ | ------------------------ | ------------------------ |
| Nr                       | Kolarz                   | Miejsce                  |
| 71                       | Adrien Petit (FRA)       | 15.                      |
| 72                       | Romain Cardis (FRA)      | DNF                      |
| 73                       | Damien Gaudin (FRA)      | DNF                      |
| 74                       | Yohann Gène (FRA)        | DNF                      |
| 75                       | Pim Ligthart (NED)       | DNF                      |
| 76                       | Alexandre Pichot (FRA)   | 92.                      |
| 77                       | Anthony Turgis (FRA)     | 18.                      |

| Mitchelton-Scott MTS | Mitchelton-Scott MTS         | Mitchelton-Scott MTS |
| -------------------- | ---------------------------- | -------------------- |
| Nr                   | Kolarz                       | Miejsce              |
| 81                   | Matteo Trentin (ITA) (szosa) | 43.                  |
| 82                   | Edoardo Affini (ITA)         | 99.                  |
| 83                   | Jack Bauer (NZL)             | DNF                  |
| 85                   | Michael Hepburn (AUS)        | 98.                  |
| 86                   | Luka Mezgec (SLO)            | DNF                  |
| 87                   | Callum Scotson (AUS)         | OTL                  |
| 88                   | Robert Stannard (AUS)        | 69.                  |

| Groupama-FDJ GFC | Groupama-FDJ GFC          | Groupama-FDJ GFC |
| ---------------- | ------------------------- | ---------------- |
| Nr               | Kolarz                    | Miejsce          |
| 91               | Arnaud Démare (FRA)       | 17.              |
| 92               | Jacopo Guarnieri (ITA)    | DNF              |
| 93               | Ignatas Konovalovas (LTU) | 81.              |
| 94               | Stefan Küng (SUI)         | 11.              |
| 95               | Olivier Le Gac (FRA)      | 65.              |
| 96               | Marc Sarreau (FRA)        | 35.              |
| 97               | Ramon Sinkeldam (NED)     | DNF              |

| Lotto-Soudal LTS | Lotto-Soudal LTS        | Lotto-Soudal LTS |
| ---------------- | ----------------------- | ---------------- |
| Nr               | Kolarz                  | Miejsce          |
| 101              | Jens Keukeleire (BEL)   | 29.              |
| 102              | Tiesj Benoot (BEL)      | DNF              |
| 103              | Stan Dewulf (BEL)       | 79.              |
| 104              | Frederik Frison (BEL)   | DNF              |
| 105              | Nikolas Maes (BEL)      | DNF              |
| 106              | Lawrence Naesen (BEL)   | DNF              |
| 107              | Brian van Goethem (NED) | DNF              |

| Team Jumbo-Visma TJV | Team Jumbo-Visma TJV     | Team Jumbo-Visma TJV |
| -------------------- | ------------------------ | -------------------- |
| Nr                   | Kolarz                   | Miejsce              |
| 111                  | Wout van Aert (BEL)      | 22.                  |
| 112                  | Pascal Eenkhoorn (NED)   | 63.                  |
| 114                  | Mike Teunissen (NED)     | 7.                   |
| 115                  | Taco van der Hoorn (NED) | DNF                  |
| 116                  | Danny van Poppel (NED)   | DNF                  |
| 117                  | Maarten Wynants (BEL)    | 40.                  |
| 118                  | Timo Roosen (NED)        | 89.                  |

| Team Sky SKY | Team Sky SKY           | Team Sky SKY |
| ------------ | ---------------------- | ------------ |
| Nr           | Kolarz                 | Miejsce      |
| 121          | Luke Rowe (GBR)        | 32.          |
| 122          | Owain Doull (GBR)      | 95.          |
| 123          | Filippo Ganna (ITA)    | DNF          |
| 124          | Christian Knees (GER)  | DNF          |
| 125          | Gianni Moscon (ITA)    | 84.          |
| 126          | Ian Stannard (GBR)     | 82.          |
| 127          | Dylan van Baarle (NED) | 21.          |

| UAE Team Emirates UAD | UAE Team Emirates UAD              | UAE Team Emirates UAD |
| --------------------- | ---------------------------------- | --------------------- |
| Nr                    | Kolarz                             | Miejsce               |
| 131                   | Alexander Kristoff (NOR)           | 56.                   |
| 132                   | Tom Bohli (SUI)                    | DNF                   |
| 133                   | Sven Erik Bystrøm (NOR)            | DNF                   |
| 134                   | Fernando Gaviria (COL)             | DNS                   |
| 135                   | Vegard Stake Laengen (NOR) (szosa) | DNF                   |
| 136                   | Marco Marcato (ITA)                | DNF                   |
| 137                   | Jasper Philipsen (BEL)             | DNF                   |

| Cofidis, Solutions Crédits COF | Cofidis, Solutions Crédits COF | Cofidis, Solutions Crédits COF |
| ------------------------------ | ------------------------------ | ------------------------------ |
| Nr                             | Kolarz                         | Miejsce                        |
| 141                            | Christophe Laporte (FRA)       | 33.                            |
| 142                            | Filippo Fortin (ITA)           | 100.                           |
| 143                            | Hugo Hofstetter (FRA)          | 19.                            |
| 144                            | Cyril Lemoine (FRA)            | 54.                            |
| 145                            | Damien Touzé (FRA)             | 48.                            |
| 146                            | Bert Van Lerberghe (BEL)       | DNF                            |
| 147                            | Kenneth Vanbilsen (BEL)        | DNF                            |

| Astana AST | Astana AST                | Astana AST |
| ---------- | ------------------------- | ---------- |
| Nr         | Kolarz                    | Miejsce    |
| 151        | Magnus Cort Nielsen (DEN) | DNF        |
| 152        | Davide Ballerini (ITA)    | 31.        |
| 153        | Żandos Biżygitow (KAZ)    | DNF        |
| 154        | Laurens De Vreese (BEL)   | 25.        |
| 155        | Daniił Fominych (KAZ)     | DNF        |
| 156        | Dmitrij Gruzdiew (KAZ)    | DNF        |
| 157        | Hugo Houle (CAN)          | 78.        |

| Bahrain-Merida TBM | Bahrain-Merida TBM          | Bahrain-Merida TBM |
| ------------------ | --------------------------- | ------------------ |
| Nr                 | Kolarz                      | Miejsce            |
| 161                | Matej Mohorič (SLO) (szosa) | 70.                |
| 162                | Phil Bauhaus (GER)          | DNF                |
| 163                | Iván García Cortina (ESP)   | 41.                |
| 164                | Heinrich Haussler (AUS)     | 14.                |
| 165                | Kristijan Koren (SLO)       | 30.                |
| 166                | Marcel Sieberg (GER)        | DNF                |
| 167                | Jan Tratnik (SLO)           | 87.                |

| Movistar Team MOV | Movistar Team MOV       | Movistar Team MOV |
| ----------------- | ----------------------- | ----------------- |
| Nr                | Kolarz                  | Miejsce           |
| 171               | Jürgen Roelandts (BEL)  | DNF               |
| 172               | Jorge Arcas (ESP)       | DNF               |
| 173               | Daniele Bennati (ITA)   | DNF               |
| 174               | Jaime Castrillo (ESP)   | DNF               |
| 175               | Imanol Erviti (ESP)     | 73.               |
| 176               | Eduardo Sepúlveda (ARG) | OTL               |
| 177               | Jasha Sütterlin (GER)   | DNF               |

| Wanty-Gobert WGG | Wanty-Gobert WGG           | Wanty-Gobert WGG |
| ---------------- | -------------------------- | ---------------- |
| Nr               | Kolarz                     | Miejsce          |
| 181              | Frederik Backaert (BEL)    | 26.              |
| 183              | Ludwig De Winter (BEL)     | DNF              |
| 184              | Tom Devriendt (BEL)        | 37.              |
| 185              | Wesley Kreder (NED)        | 38.              |
| 186              | Boris Vallée (BEL)         | 59.              |
| 187              | Pieter Vanspeybrouck (BEL) | DNF              |
| 189              | Timothy Dupont (BEL)       | 52.              |

| Dimension Data TDD | Dimension Data TDD                | Dimension Data TDD |
| ------------------ | --------------------------------- | ------------------ |
| Nr                 | Kolarz                            | Miejsce            |
| 191                | Edvald Boasson Hagen (NOR)        | 45.                |
| 192                | Lars Bak (DEN)                    | 91.                |
| 193                | Bernhard Eisel (AUT)              | 66.                |
| 194                | Reinardt Janse van Rensburg (RSA) | 61.                |
| 195                | Jay Robert Thomson (RSA)          | DNF                |
| 196                | Rasmus Tiller (NOR)               | OTL                |
| 197                | Julien Vermote (BEL)              | 86.                |

| Arkéa-Samsic PCB | Arkéa-Samsic PCB       | Arkéa-Samsic PCB |
| ---------------- | ---------------------- | ---------------- |
| Nr               | Kolarz                 | Miejsce          |
| 201              | André Greipel (GER)    | DNF              |
| 202              | Franck Bonnamour (FRA) | 88.              |
| 203              | Brice Feillu (FRA)     | DNF              |
| 204              | Benoît Jarrier (FRA)   | 83.              |
| 205              | Clément Russo (FRA)    | 46.              |
| 206              | Alan Riou (FRA)        | OTL              |
| 207              | Bram Welten (NED)      | DNF              |

| Team Sunweb SUN | Team Sunweb SUN              | Team Sunweb SUN |
| --------------- | ---------------------------- | --------------- |
| Nr              | Kolarz                       | Miejsce         |
| 211             | Nikias Arndt (GER)           | 44.             |
| 212             | Cees Bol (NED)               | 62.             |
| 213             | Roy Curvers (NED)            | 75.             |
| 214             | Lennard Kämna (GER)          | DNF             |
| 215             | Asbjørn Kragh Andersen (DEN) | DNF             |
| 216             | Casper Pedersen (DEN)        | DNF             |
| 217             | Max Walscheid (GER)          | OTL             |

| Vital Concept-B&B Hotels VCB | Vital Concept-B&B Hotels VCB | Vital Concept-B&B Hotels VCB |
| ---------------------------- | ---------------------------- | ---------------------------- |
| Nr                           | Kolarz                       | Miejsce                      |
| 221                          | Bert De Backer (BEL)         | 20.                          |
| 222                          | Kris Boeckmans (BEL)         | 97.                          |
| 223                          | Corentin Ermenault (FRA)     | 90.                          |
| 224                          | Jérémy Lecroq (FRA)          | 72.                          |
| 225                          | Julien Morice (FRA)          | DNF                          |
| 226                          | Jimmy Turgis (FRA)           | 67.                          |
| 227                          | Jonas Van Genechten (BEL)    | OTL                          |

| Roompot-Charles ROC | Roompot-Charles ROC       | Roompot-Charles ROC |
| ------------------- | ------------------------- | ------------------- |
| Nr                  | Kolarz                    | Miejsce             |
| 231                 | Lars Boom (NED)           | 74.                 |
| 232                 | Jesper Asselman (NED)     | OTL                 |
| 233                 | Senne Leysen (BEL)        | DNF                 |
| 235                 | Justin Timmermans (NED)   | DNF                 |
| 236                 | Sjoerd van Ginneken (NED) | DNF                 |
| 237                 | Boy van Poppel (NED)      | 93.                 |
| 238                 | Michael Van Staeyen (BEL) | DNF                 |

| Delko Marseille Provence DMP | Delko Marseille Provence DMP   | Delko Marseille Provence DMP |
| ---------------------------- | ------------------------------ | ---------------------------- |
| Nr                           | Kolarz                         | Miejsce                      |
| 241                          | Evaldas Šiškevicius (LTU)      | 9.                           |
| 242                          | Joseph Areruya (RWA)           | OTL                          |
| 243                          | Iuri Filosi (ITA)              | DNF                          |
| 244                          | Brenton Jones (AUS)            | DNF                          |
| 245                          | Przemysław Kasperkiewicz (POL) | OTL                          |
| 246                          | Jérémy Leveau (FRA)            | DNF                          |
| 247                          | Julien Trarieux (FRA)          | 71.                          |

| Bora-Hansgrohe BOH | Bora-Hansgrohe BOH        | Bora-Hansgrohe BOH |
| ------------------ | ------------------------- | ------------------ |
| Nr                 | Kolarz                    | Miejsce            |
| 1                  | Peter Sagan (SVK) (szosa) | 5.                 |
| 2                  | Maciej Bodnar (POL)       | DNF                |
| 3                  | Marcus Burghardt (GER)    | 24.                |
| 4                  | Daniel Oss (ITA)          | DNF                |
| 5                  | Juraj Sagan (SVK)         | DNF                |
| 6                  | Andreas Schillinger (GER) | 53.                |
| 7                  | Rüdiger Selig (GER)       | 39.                |

| AG2R La Mondiale ALM | AG2R La Mondiale ALM    | AG2R La Mondiale ALM |
| -------------------- | ----------------------- | -------------------- |
| Nr                   | Kolarz                  | Miejsce              |
| 11                   | Silvan Dillier (SUI)    | 57.                  |
| 12                   | Nico Denz (GER)         | 36.                  |
| 13                   | Julien Duval (FRA)      | 64.                  |
| 14                   | Dorian Godon (FRA)      | 68.                  |
| 15                   | Alexis Gougeard (FRA)   | DNF                  |
| 16                   | Oliver Naesen (BEL)     | 13.                  |
| 17                   | Stijn Vandenbergh (BEL) | 23.                  |

| CCC Team CPT | CCC Team CPT                   | CCC Team CPT |
| ------------ | ------------------------------ | ------------ |
| Nr           | Kolarz                         | Miejsce      |
| 21           | Greg Van Avermaet (BEL)        | 12.          |
| 22           | Kamil Gradek (POL)             | DNF          |
| 23           | Michael Schär (SUI)            | 80.          |
| 24           | Gijs Van Hoecke (BEL)          | DNF          |
| 25           | Nathan Van Hooydonck (BEL)     | 47.          |
| 26           | Guillaume Van Keirsbulck (BEL) | 42.          |
| 27           | Łukasz Wiśniowski (POL)        | 77.          |

| Trek-Segafredo TFS | Trek-Segafredo TFS   | Trek-Segafredo TFS |
| ------------------ | -------------------- | ------------------ |
| Nr                 | Kolarz               | Miejsce            |
| 31                 | John Degenkolb (GER) | 28.                |
| 32                 | Koen de Kort (NED)   | 49.                |
| 33                 | Alex Kirsch (LUX)    | OTL                |
| 34                 | Ryan Mullen (IRL)    | 96.                |
| 35                 | Mads Pedersen (DEN)  | 51.                |
| 36                 | Jasper Stuyven (BEL) | 27.                |
| 37                 | Edward Theuns (BEL)  | 55.                |

| EF Education First EF1 | EF Education First EF1    | EF Education First EF1 |
| ---------------------- | ------------------------- | ---------------------- |
| Nr                     | Kolarz                    | Miejsce                |
| 41                     | Sep Vanmarcke (BEL)       | 4.                     |
| 42                     | Matti Breschel (DEN)      | 60.                    |
| 43                     | Mitchell Docker (AUS)     | 76.                    |
| 44                     | Julius van den Berg (NED) | DNF                    |
| 45                     | Sebastian Langeveld (NED) | 10.                    |
| 46                     | Taylor Phinney (USA)      | DNF                    |
| 47                     | Thomas Scully (NZL)       | 94.                    |

| Katusha-Alpecin TKA | Katusha-Alpecin TKA      | Katusha-Alpecin TKA |
| ------------------- | ------------------------ | ------------------- |
| Nr                  | Kolarz                   | Miejsce             |
| 51                  | Nils Politt (GER)        | 2.                  |
| 52                  | Jenthe Biermans (BEL)    | DNF                 |
| 53                  | Jens Debusschere (BEL)   | DNF                 |
| 54                  | Marco Haller (AUT)       | 16.                 |
| 55                  | Reto Hollenstein (SUI)   | 58.                 |
| 56                  | Mads Würtz Schmidt (DEN) | 34.                 |
| 57                  | Rick Zabel (GER)         | 85.                 |

| Deceuninck-Quick Step DQT | Deceuninck-Quick Step DQT   | Deceuninck-Quick Step DQT |
| ------------------------- | --------------------------- | ------------------------- |
| Nr                        | Kolarz                      | Miejsce                   |
| 61                        | Zdeněk Štybar (CZE)         | 8.                        |
| 62                        | Kasper Asgreen (DEN)        | 50.                       |
| 63                        | Tim Declercq (BEL)          | DNF                       |
| 64                        | Philippe Gilbert (BEL)      | 1.                        |
| 65                        | Iljo Keisse (BEL)           | DNF                       |
| 66                        | Yves Lampaert (BEL) (szosa) | 3.                        |
| 67                        | Florian Sénéchal (FRA)      | 6.                        |

| Total Direct Énergie TDE | Total Direct Énergie TDE | Total Direct Énergie TDE |
| ------------------------ | ------------------------ | ------------------------ |
| Nr                       | Kolarz                   | Miejsce                  |
| 71                       | Adrien Petit (FRA)       | 15.                      |
| 72                       | Romain Cardis (FRA)      | DNF                      |
| 73                       | Damien Gaudin (FRA)      | DNF                      |
| 74                       | Yohann Gène (FRA)        | DNF                      |
| 75                       | Pim Ligthart (NED)       | DNF                      |
| 76                       | Alexandre Pichot (FRA)   | 92.                      |
| 77                       | Anthony Turgis (FRA)     | 18.                      |

| Mitchelton-Scott MTS | Mitchelton-Scott MTS         | Mitchelton-Scott MTS |
| -------------------- | ---------------------------- | -------------------- |
| Nr                   | Kolarz                       | Miejsce              |
| 81                   | Matteo Trentin (ITA) (szosa) | 43.                  |
| 82                   | Edoardo Affini (ITA)         | 99.                  |
| 83                   | Jack Bauer (NZL)             | DNF                  |
| 85                   | Michael Hepburn (AUS)        | 98.                  |
| 86                   | Luka Mezgec (SLO)            | DNF                  |
| 87                   | Callum Scotson (AUS)         | OTL                  |
| 88                   | Robert Stannard (AUS)        | 69.                  |

| Groupama-FDJ GFC | Groupama-FDJ GFC          | Groupama-FDJ GFC |
| ---------------- | ------------------------- | ---------------- |
| Nr               | Kolarz                    | Miejsce          |
| 91               | Arnaud Démare (FRA)       | 17.              |
| 92               | Jacopo Guarnieri (ITA)    | DNF              |
| 93               | Ignatas Konovalovas (LTU) | 81.              |
| 94               | Stefan Küng (SUI)         | 11.              |
| 95               | Olivier Le Gac (FRA)      | 65.              |
| 96               | Marc Sarreau (FRA)        | 35.              |
| 97               | Ramon Sinkeldam (NED)     | DNF              |

| Lotto-Soudal LTS | Lotto-Soudal LTS        | Lotto-Soudal LTS |
| ---------------- | ----------------------- | ---------------- |
| Nr               | Kolarz                  | Miejsce          |
| 101              | Jens Keukeleire (BEL)   | 29.              |
| 102              | Tiesj Benoot (BEL)      | DNF              |
| 103              | Stan Dewulf (BEL)       | 79.              |
| 104              | Frederik Frison (BEL)   | DNF              |
| 105              | Nikolas Maes (BEL)      | DNF              |
| 106              | Lawrence Naesen (BEL)   | DNF              |
| 107              | Brian van Goethem (NED) | DNF              |

| Team Jumbo-Visma TJV | Team Jumbo-Visma TJV     | Team Jumbo-Visma TJV |
| -------------------- | ------------------------ | -------------------- |
| Nr                   | Kolarz                   | Miejsce              |
| 111                  | Wout van Aert (BEL)      | 22.                  |
| 112                  | Pascal Eenkhoorn (NED)   | 63.                  |
| 114                  | Mike Teunissen (NED)     | 7.                   |
| 115                  | Taco van der Hoorn (NED) | DNF                  |
| 116                  | Danny van Poppel (NED)   | DNF                  |
| 117                  | Maarten Wynants (BEL)    | 40.                  |
| 118                  | Timo Roosen (NED)        | 89.                  |

| Team Sky SKY | Team Sky SKY           | Team Sky SKY |
| ------------ | ---------------------- | ------------ |
| Nr           | Kolarz                 | Miejsce      |
| 121          | Luke Rowe (GBR)        | 32.          |
| 122          | Owain Doull (GBR)      | 95.          |
| 123          | Filippo Ganna (ITA)    | DNF          |
| 124          | Christian Knees (GER)  | DNF          |
| 125          | Gianni Moscon (ITA)    | 84.          |
| 126          | Ian Stannard (GBR)     | 82.          |
| 127          | Dylan van Baarle (NED) | 21.          |

| UAE Team Emirates UAD | UAE Team Emirates UAD              | UAE Team Emirates UAD |
| --------------------- | ---------------------------------- | --------------------- |
| Nr                    | Kolarz                             | Miejsce               |
| 131                   | Alexander Kristoff (NOR)           | 56.                   |
| 132                   | Tom Bohli (SUI)                    | DNF                   |
| 133                   | Sven Erik Bystrøm (NOR)            | DNF                   |
| 134                   | Fernando Gaviria (COL)             | DNS                   |
| 135                   | Vegard Stake Laengen (NOR) (szosa) | DNF                   |
| 136                   | Marco Marcato (ITA)                | DNF                   |
| 137                   | Jasper Philipsen (BEL)             | DNF                   |

| Cofidis, Solutions Crédits COF | Cofidis, Solutions Crédits COF | Cofidis, Solutions Crédits COF |
| ------------------------------ | ------------------------------ | ------------------------------ |
| Nr                             | Kolarz                         | Miejsce                        |
| 141                            | Christophe Laporte (FRA)       | 33.                            |
| 142                            | Filippo Fortin (ITA)           | 100.                           |
| 143                            | Hugo Hofstetter (FRA)          | 19.                            |
| 144                            | Cyril Lemoine (FRA)            | 54.                            |
| 145                            | Damien Touzé (FRA)             | 48.                            |
| 146                            | Bert Van Lerberghe (BEL)       | DNF                            |
| 147                            | Kenneth Vanbilsen (BEL)        | DNF                            |

| Astana AST | Astana AST                | Astana AST |
| ---------- | ------------------------- | ---------- |
| Nr         | Kolarz                    | Miejsce    |
| 151        | Magnus Cort Nielsen (DEN) | DNF        |
| 152        | Davide Ballerini (ITA)    | 31.        |
| 153        | Żandos Biżygitow (KAZ)    | DNF        |
| 154        | Laurens De Vreese (BEL)   | 25.        |
| 155        | Daniił Fominych (KAZ)     | DNF        |
| 156        | Dmitrij Gruzdiew (KAZ)    | DNF        |
| 157        | Hugo Houle (CAN)          | 78.        |

| Bahrain-Merida TBM | Bahrain-Merida TBM          | Bahrain-Merida TBM |
| ------------------ | --------------------------- | ------------------ |
| Nr                 | Kolarz                      | Miejsce            |
| 161                | Matej Mohorič (SLO) (szosa) | 70.                |
| 162                | Phil Bauhaus (GER)          | DNF                |
| 163                | Iván García Cortina (ESP)   | 41.                |
| 164                | Heinrich Haussler (AUS)     | 14.                |
| 165                | Kristijan Koren (SLO)       | 30.                |
| 166                | Marcel Sieberg (GER)        | DNF                |
| 167                | Jan Tratnik (SLO)           | 87.                |

| Movistar Team MOV | Movistar Team MOV       | Movistar Team MOV |
| ----------------- | ----------------------- | ----------------- |
| Nr                | Kolarz                  | Miejsce           |
| 171               | Jürgen Roelandts (BEL)  | DNF               |
| 172               | Jorge Arcas (ESP)       | DNF               |
| 173               | Daniele Bennati (ITA)   | DNF               |
| 174               | Jaime Castrillo (ESP)   | DNF               |
| 175               | Imanol Erviti (ESP)     | 73.               |
| 176               | Eduardo Sepúlveda (ARG) | OTL               |
| 177               | Jasha Sütterlin (GER)   | DNF               |

| Wanty-Gobert WGG | Wanty-Gobert WGG           | Wanty-Gobert WGG |
| ---------------- | -------------------------- | ---------------- |
| Nr               | Kolarz                     | Miejsce          |
| 181              | Frederik Backaert (BEL)    | 26.              |
| 183              | Ludwig De Winter (BEL)     | DNF              |
| 184              | Tom Devriendt (BEL)        | 37.              |
| 185              | Wesley Kreder (NED)        | 38.              |
| 186              | Boris Vallée (BEL)         | 59.              |
| 187              | Pieter Vanspeybrouck (BEL) | DNF              |
| 189              | Timothy Dupont (BEL)       | 52.              |

| Dimension Data TDD | Dimension Data TDD                | Dimension Data TDD |
| ------------------ | --------------------------------- | ------------------ |
| Nr                 | Kolarz                            | Miejsce            |
| 191                | Edvald Boasson Hagen (NOR)        | 45.                |
| 192                | Lars Bak (DEN)                    | 91.                |
| 193                | Bernhard Eisel (AUT)              | 66.                |
| 194                | Reinardt Janse van Rensburg (RSA) | 61.                |
| 195                | Jay Robert Thomson (RSA)          | DNF                |
| 196                | Rasmus Tiller (NOR)               | OTL                |
| 197                | Julien Vermote (BEL)              | 86.                |

| Arkéa-Samsic PCB | Arkéa-Samsic PCB       | Arkéa-Samsic PCB |
| ---------------- | ---------------------- | ---------------- |
| Nr               | Kolarz                 | Miejsce          |
| 201              | André Greipel (GER)    | DNF              |
| 202              | Franck Bonnamour (FRA) | 88.              |
| 203              | Brice Feillu (FRA)     | DNF              |
| 204              | Benoît Jarrier (FRA)   | 83.              |
| 205              | Clément Russo (FRA)    | 46.              |
| 206              | Alan Riou (FRA)        | OTL              |
| 207              | Bram Welten (NED)      | DNF              |

| Team Sunweb SUN | Team Sunweb SUN              | Team Sunweb SUN |
| --------------- | ---------------------------- | --------------- |
| Nr              | Kolarz                       | Miejsce         |
| 211             | Nikias Arndt (GER)           | 44.             |
| 212             | Cees Bol (NED)               | 62.             |
| 213             | Roy Curvers (NED)            | 75.             |
| 214             | Lennard Kämna (GER)          | DNF             |
| 215             | Asbjørn Kragh Andersen (DEN) | DNF             |
| 216             | Casper Pedersen (DEN)        | DNF             |
| 217             | Max Walscheid (GER)          | OTL             |

| Vital Concept-B&B Hotels VCB | Vital Concept-B&B Hotels VCB | Vital Concept-B&B Hotels VCB |
| ---------------------------- | ---------------------------- | ---------------------------- |
| Nr                           | Kolarz                       | Miejsce                      |
| 221                          | Bert De Backer (BEL)         | 20.                          |
| 222                          | Kris Boeckmans (BEL)         | 97.                          |
| 223                          | Corentin Ermenault (FRA)     | 90.                          |
| 224                          | Jérémy Lecroq (FRA)          | 72.                          |
| 225                          | Julien Morice (FRA)          | DNF                          |
| 226                          | Jimmy Turgis (FRA)           | 67.                          |
| 227                          | Jonas Van Genechten (BEL)    | OTL                          |

| Roompot-Charles ROC | Roompot-Charles ROC       | Roompot-Charles ROC |
| ------------------- | ------------------------- | ------------------- |
| Nr                  | Kolarz                    | Miejsce             |
| 231                 | Lars Boom (NED)           | 74.                 |
| 232                 | Jesper Asselman (NED)     | OTL                 |
| 233                 | Senne Leysen (BEL)        | DNF                 |
| 235                 | Justin Timmermans (NED)   | DNF                 |
| 236                 | Sjoerd van Ginneken (NED) | DNF                 |
| 237                 | Boy van Poppel (NED)      | 93.                 |
| 238                 | Michael Van Staeyen (BEL) | DNF                 |

| Delko Marseille Provence DMP | Delko Marseille Provence DMP   | Delko Marseille Provence DMP |
| ---------------------------- | ------------------------------ | ---------------------------- |
| Nr                           | Kolarz                         | Miejsce                      |
| 241                          | Evaldas Šiškevicius (LTU)      | 9.                           |
| 242                          | Joseph Areruya (RWA)           | OTL                          |
| 243                          | Iuri Filosi (ITA)              | DNF                          |
| 244                          | Brenton Jones (AUS)            | DNF                          |
| 245                          | Przemysław Kasperkiewicz (POL) | OTL                          |
| 246                          | Jérémy Leveau (FRA)            | DNF                          |
| 247                          | Julien Trarieux (FRA)          | 71.                          |

## Klasyfikacja generalna
| \| Klasyfikacja generalna \| Klasyfikacja generalna \| Klasyfikacja generalna \| Klasyfikacja generalna \| Klasyfikacja generalna \| \| Kolarz \| Kolarz \| Państwo \| Drużyna \| Czas \| \| ---------------------- \| ---------------------- \| ---------------------- \| -------------------------- \| ---------------------- \| \| 1. \| Philippe Gilbert \| Belgia \| Deceuninck-Quick Step \| 5h 58' 02" \| \| 2. \| Nils Politt \| Niemcy \| Katusha-Alpecin \| + 0" \| \| 3. \| Yves Lampaert \| Belgia \| Deceuninck-Quick Step \| + 13" \| \| 4. \| Sep Vanmarcke \| Belgia \| EF Education First \| + 40" \| \| 5. \| Peter Sagan \| Słowacja \| Bora-Hansgrohe \| + 42" \| \| 6. \| Florian Sénéchal \| Francja \| Deceuninck-Quick Step \| + 47" \| \| 7. \| Mike Teunissen \| Holandia \| Team Jumbo-Visma \| + 47" \| \| 8. \| Zdeněk Štybar \| Czechy \| Deceuninck-Quick Step \| + 47" \| \| 9. \| Evaldas Šiškevicius \| Litwa \| Delko Marseille Provence \| + 47" \| \| 10. \| Sebastian Langeveld \| Holandia \| EF Education First \| + 47" \| \| 11. \| Stefan Küng \| Szwajcaria \| Groupama-FDJ \| + 47" \| \| 12. \| Greg Van Avermaet \| Belgia \| CCC Team \| + 47" \| \| 13. \| Oliver Naesen \| Belgia \| AG2R La Mondiale \| + 47" \| \| 14. \| Heinrich Haussler \| Australia \| Bahrain-Merida \| + 1' 24" \| \| 15. \| Adrien Petit \| Francja \| Total Direct Énergie \| + 1' 25" \| \| 16. \| Marco Haller \| Austria \| Katusha-Alpecin \| + 1' 36" \| \| 17. \| Arnaud Démare \| Francja \| Groupama-FDJ \| + 1' 36" \| \| 18. \| Anthony Turgis \| Francja \| Total Direct Énergie \| + 1' 36" \| \| 19. \| Hugo Hofstetter \| Francja \| Cofidis, Solutions Crédits \| + 1' 36" \| \| 20. \| Bert De Backer \| Belgia \| Vital Concept-B&B Hotels \| + 1' 36" \| |                     |            |                            |            |
| |                     |            |                            |            |
| Źródło: ProCyclingStats |                     |            |                            |            |
| Klasyfikacja generalna |                     |            |                            |            |
| Kolarz | Kolarz              | Państwo    | Drużyna                    | Czas       |
| 1. | Philippe Gilbert    | Belgia     | Deceuninck-Quick Step      | 5h 58' 02" |
| 2. | Nils Politt         | Niemcy     | Katusha-Alpecin            | + 0"       |
| 3. | Yves Lampaert       | Belgia     | Deceuninck-Quick Step      | + 13"      |
| 4. | Sep Vanmarcke       | Belgia     | EF Education First         | + 40"      |
| 5. | Peter Sagan         | Słowacja   | Bora-Hansgrohe             | + 42"      |
| 6. | Florian Sénéchal    | Francja    | Deceuninck-Quick Step      | + 47"      |
| 7. | Mike Teunissen      | Holandia   | Team Jumbo-Visma           | + 47"      |
| 8. | Zdeněk Štybar       | Czechy     | Deceuninck-Quick Step      | + 47"      |
| 9. | Evaldas Šiškevicius | Litwa      | Delko Marseille Provence   | + 47"      |
| 10. | Sebastian Langeveld | Holandia   | EF Education First         | + 47"      |
| 11. | Stefan Küng         | Szwajcaria | Groupama-FDJ               | + 47"      |
| 12. | Greg Van Avermaet   | Belgia     | CCC Team                   | + 47"      |
| 13. | Oliver Naesen       | Belgia     | AG2R La Mondiale           | + 47"      |
| 14. | Heinrich Haussler   | Australia  | Bahrain-Merida             | + 1' 24"   |
| 15. | Adrien Petit        | Francja    | Total Direct Énergie       | + 1' 25"   |
| 16. | Marco Haller        | Austria    | Katusha-Alpecin            | + 1' 36"   |
| 17. | Arnaud Démare       | Francja    | Groupama-FDJ               | + 1' 36"   |
| 18. | Anthony Turgis      | Francja    | Total Direct Énergie       | + 1' 36"   |
| 19. | Hugo Hofstetter     | Francja    | Cofidis, Solutions Crédits | + 1' 36"   |
| 20. | Bert De Backer      | Belgia     | Vital Concept-B&B Hotels   | + 1' 36"   |